# سفرادین
سفرادین(به انگلیسی: Cefradine) (INN) یا (به انگلیسی: cephradine) (BAN) یک آنتی‌بیوتیک سفالوسپورینی نسل اول است.

## کاربردها
- عفونت‌های دستگاه تنفسی (مانند لوزه‌ها ، فارنژیت و Lobar pneumonia ) که توسط گروه A بتا-همولیتیک استرپتوکوک و استرپتوکوک نومونیا ایجاد می‌شود.
- عفونت گوش میانی ناشی از استرپتوکوک‌های بتا-همولیتیک گروه A، استرپتوکوک نومونیا، هموفیلوس آنفلوانزا و استافیلوکوک‌ها .
- عفونت‌های پوست و بافت نرم ناشی از استافیلوکوک‌ها (حساس به پنی‌سیلین و مقاوم به پنی‌سیلین) و استرپتوکوک‌های بتا-همولیتیک.
- عفونت ادراری، از جمله پروستاتیت، ناشی از گونه‌های اشریشیا کلی ، پروتئوس میرابیلیس و کلبسیلا .

## شکل مصرفی
سفرادین به شکل کپسول‌های حاوی ۲۵۰ میلی‌گرم و یا ۵۰۰ میلی‌گرم، به شکل شربت حاوی ۲۵۰ میلی‌گرم در ۵ میلی‌لیتر یا ویال‌های قابل تزریق حاوی ۵۰۰ میلی‌گرم یا ۱ گرمی تولید می‌شود. 
این دارو توسط سازمان غذا و دارو (آمریکا) برای استفاده در ایالات متحده تأیید نشده‌است. 

## سنتز

سنتز سفرادین: